# Rio Dulgalakh
O rio Dulgalakh em russo:  Дулгалах, em iacuta:  Дулҕалаах) é um rio da Sibéria oriental, que nasce na cordilheira Verkhoyansk. A confluência dos rios Dulgalakh e Sartang forma o rio Yana.

## Geografia
O rio Dulgalakh nasce nas vertentes orientadas a nordeste das cordilheira Verkhoyansk. Il O Dulgalakh é navegável em 174 km a montante da foz, e está gelado de outubro a maio.
A bacia do Dulgalakh é sobretudo composta de taiga.